# 닥터 후의 에피소드 목록
영국 BBC의 드라마인 《닥터 후》는 1963년부터 1989년까지 지속된 시즌과 1996년 공개된 TV 영화, 그리고 2005년부터 지속되고 있는 새로운 시즌까지 합쳐 총 51년간 35시즌, 260 시리얼, 826개의 에피소드(2015년 12월 25일 기준) 가 방영되었으며, 이 기록은 계속 갱신되고 있다. 대한민국에서도 4대 닥터의 일부 에피소드가 1977-78년 사이에 《후 박사의 모험》으로 소개된 바 있고, 2005년부터는 KBS2에서 뉴 시즌 1부터 꾸준하게 더빙 방영되고 있으며, 뉴 시즌 8부터는 KBS1으로 채널을 옮겨 방영하고 있다.
올드 시즌의 각 에피소드에 붙은 괄호 속 한글 제목은 단순 영어 번역명으로, 공식 표기가 아니다. 뉴 시즌의 각 에피소드에 붙은 중괄호에 달린 한글 제목은 KBS 실제 방영시 제목이며, 단순 영어 제목 번역이나 KBS 닥터 후 홈페이지에 게재된 오기된 제목이 아니다. 

## 역대 시즌 및 시리즈 목록
| 시즌 / 시리즈 | 닥터      | 시리얼 수 | 에피소드 수 | 첫 방영일 (영국) | 첫 방영 시청자 수 (만 명) | 마지막 방영일 (영국) | 마지막 방영 시청자 수 (만 명) | 평균 시청자 수 (백만 명) |
| ------------- | --------- | --------- | ----------- | ---------------- | ------------------------- | -------------------- | ----------------------------- | ------------------------ |
| 시즌 1        | 1대 닥터  | 8         | 42          | 1963년 11월 23일 | 440                       | 1964년 9월 12일      | 640                           | 796                      |
| 시즌 2        | 1대 닥터  | 9         | 39          | 1964년 10월 31일 | 840                       | 1965년 7월 24일      | 830                           | 1038                     |
| 시즌 3        | 1대 닥터  | 10        | 45          | 1965년 9월 11일  | 900                       | 1966년 7월 16일      | 550                           | 738                      |
| 시즌 4        | 1대 닥터  | 2         | 43          | 1966년 9월 10일  | 430                       | 1967년 7월 1일       | 610                           | 711                      |
| 시즌 4        | 2대 닥터  | 7         | 43          | 1966년 9월 10일  | 430                       | 1967년 7월 1일       | 610                           | 711                      |
| 시즌 5        | 2대 닥터  | 7         | 40          | 1967년 9월 2일   | 600                       | 1968년 6월 1일       | 650                           | 663                      |
| 시즌 6        | 2대 닥터  | 7         | 44          | 1968년 8월 10일  | 610                       | 1969년 6월 21일      | 500                           | 657                      |
| 시즌 7        | 3대 닥터  | 4         | 25          | 1970년 1월 3일   | 840                       | 1970년 6월 20일      | 750                           | 718                      |
| 시즌 8        | 3대 닥터  | 5         | 25          | 1971년 1월 2일   | 730                       | 1971년 6월 19일      | 830                           | 796                      |
| 시즌 9        | 3대 닥터  | 5         | 26          | 1972년 1월 1일   | 980                       | 1972년 6월 24일      | 760                           | 848                      |
| 시즌 10       | 3대 닥터  | 5         | 26          | 1972년 12월 30일 | 960                       | 1973년 6월 23일      | 700                           | 898                      |
| 시즌 11       | 3대 닥터  | 5         | 26          | 1973년 12월 15일 | 870                       | 1974년 6월 8일       | 890                           | 878                      |
| 시즌 12       | 4대 닥터  | 5         | 20          | 1974년 12월 28일 | 1010                      | 1975년 5월 10일      | 900                           | 1014                     |
| 시즌 13       | 4대 닥터  | 6         | 26          | 1975년 8월 30일  | 750                       | 1976년 3월 6일       | 1090                          | 1008                     |
| 시즌 14       | 4대 닥터  | 6         | 26          | 1976년 9월 4일   | 950                       | 1977년 4월 2일       | 1040                          | 1117                     |
| 시즌 15       | 4대 닥터  | 6         | 26          | 1977년 9월 3일   | 840                       | 1978년 3월 11일      | 1050                          | 891                      |
| 시즌 16       | 4대 닥터  | 6         | 26          | 1978년 9월 2일   | 810                       | 1979년 2월 24일      | 850                           | 856                      |
| 시즌 17       | 4대 닥터  | 5         | 20          | 1979년 9월 1일   | 1350                      | 1980년 1월 12일      | 880                           | 1122                     |
| 시즌 18       | 4대 닥터  | 7         | 28          | 1980년 8월 30일  | 510                       | 1981년 3월 21일      | 670                           | 581                      |
| 시즌 19       | 5대 닥터  | 7         | 26          | 1982년 1월 4일   | 960                       | 1982년 3월 30일      | 890                           | 930                      |
| 시즌 20       | 5대 닥터  | 6         | 22          | 1983년 1월 4일   | 720                       | 1983년 3월 16일      | 755                           | 700                      |
| 시즌 21       | 5대 닥터  | 7         | 24          | 1984년 1월 5일   | 725                       | 1984년 3월 30일      | 710                           | 837                      |
| 시즌 21       | 6대 닥터  | 7         | 24          | 1984년 1월 5일   | 725                       | 1984년 3월 30일      | 710                           | 837                      |
| 시즌 22       | 6대 닥터  | 6         | 13          | 1985년 1월 5일   | 805                       | 1985년 3월 30일      | 755                           | 717                      |
| 시즌 23       | 6대 닥터  | 4         | 14          | 1986년 9월 6일   | 435                       | 1986년 12월 6일      | 500                           | 483                      |
| 시즌 24       | 7대 닥터  | 4         | 14          | 1987년 9월 7일   | 463                       | 1987년 12월 7일      | 507                           | 498                      |
| 시즌 25       | 7대 닥터  | 4         | 14          | 1988년 10월 5일  | 535                       | 1989년 1월 4일       | 545                           | 535                      |
| 시즌 26       | 7대 닥터  | 4         | 14          | 1989년 9월 6일   | 365                       | 1989년 12월 6일      | 490                           | 419                      |
| 시리즈 1      | 9대 닥터  | 10        | 13          | 2005년 3월 26일  | 1081                      | 2005년 6월 18일      | 691                           | 731                      |
| 시리즈 2      | 10대 닥터 | 10        | 13          | 2006년 4월 15일  | 862                       | 2006년 7월 8일       | 822                           | 764                      |
| 시리즈 3      | 10대 닥터 | 9         | 13          | 2007년 3월 31일  | 871                       | 2007년 6월 30일      | 861                           | 754                      |
| 시리즈 4      | 10대 닥터 | 10        | 13          | 2008년 4월 5일   | 914                       | 2008년 7월 5일       | 1057                          | 804                      |
| 시리즈 5      | 11대 닥터 | 10        | 13          | 2010년 4월 3일   | 1009                      | 2010년 6월 26일      | 670                           | 773                      |
| 시리즈 6      | 11대 닥터 | 11        | 13          | 2011년 4월 23일  | 886                       | 2011년 10월 1일      | 767                           | 751                      |
| 시리즈 7      | 11대 닥터 | 13        | 13          | 2012년 9월 1일   | 833                       | 2013년 5월 18일      | 745                           | 744                      |
| 시리즈 8      | 12대 닥터 | 11        | 12          | 2014년 8월 23일  | 917                       | 2014년 11월 8일      | 760                           | 726                      |
| 시리즈 9      | 12대 닥터 | 9         | 12          | 2015년 9월 19일  | 654                       | 2015년 12월 5일      | 617                           | 604                      |
| 시리즈 10     | 12대 닥터 | 11        | 12          | 2017년 4월 15일  | 783                       | 2017년 7월 1일       | 529                           | 545                      |

### 스페셜
| 닥터      | 시즌 / 시리즈            | 에피소드 수 | 첫 방영일 (UK)    | 마지막 방영일 (UK) | 평균 시청자 (만 명) |
| --------- | ------------------------ | ----------- | ----------------- | ------------------ | ------------------- |
| 5대 닥터  | 20주년 스페셜            | 1           | 1983년 11월 25일  | 1983년 11월 25일   | 770                 |
| 1대 닥터  | 시즌 1 파일럿            | 1           | 1991년 8월 26일   | 1991년 8월 26일    | 170                 |
| 8대 닥터  | 텔레비전 영화            | 1           | 1996년 5월 27일   | 1996년 5월 27일    | 910                 |
| 10대 닥터 | 2005년 스페셜            | 2           | 2005년 11월 18일  | 2005년 12월 25일   |                     |
| 10대 닥터 | 2006년 크리스마스 스페셜 | 1           | 2006년 12월 25일  | 2006년 12월 25일   | 935                 |
| 10대 닥터 | 2007년 스페셜            | 2           | 2007년 11월 16일  | 2007년 12월 25일   |                     |
| 10대 닥터 | 2008-2010년 스페셜       | 5           | 2008년 12월 25일  | 2010년 1월 1일     |                     |
| 11대 닥터 | 2010-2011년 스페셜       | 3           | 2010년 12월 25일  | 2011년 3월 18일    |                     |
| 11대 닥터 | 2011-2012년 스페셜       | 6           | 2011년 12월 25일  | 2012년 8월 31일    |                     |
| 11대 닥터 | 2012년 스페셜            | 3           | 2012년 10월 12일  | 2012년 12월 25일   |                     |
| 11대 닥터 | 2013년 스페셜            | 4           | 2013년 11월 14일  | 2013년 12월 25일   |                     |
| 12대 닥터 | 2014년 크리스마스 스페셜 | 1           | 2014년 크리스마스 | 2014년 크리스마스  |                     |
| 12대 닥터 | 2015년 스페셜            | 1           | 2015년 크리스마스 | 2015년 크리스마스  |                     |
| 12대 닥터 | 2016년 스페셜            | 1           | 2016년 크리스마스 | 2016년 크리스마스  |                     |
| 12대 닥터 | 2017년 스페셜            | 1           | 2017년 크리스마스 | 2017년 크리스마스  |                     |

## 비공식 닥터

### The Curse of Fatal Death
《치명적인 죽음의 저주》의 각본가인 스티븐 모팻이 집필하고 1999년 3월에 방영한 한 이 에피소드는 1989년에 종료했던 기존의 TV 시리즈 뿐만 아니라 1996년 텔레비전 영화를 계승하여 9대 닥터부터 13대 닥터의 재생성 과정을 코믹하게 묘사하고 있다. 우선 9대 닥터 역으로 로언 앳킨슨이 출연하고 이후 닥터 역은 10대 닥터 역으로서 출연한 리처드 E. 그랜트가 승계한다. 하지만 얼마 못가 재생성 직후의 부작용으로 사고를 당해 재생성을 하게 되어 11대 닥터인 짐 브로드벤트와 12대 닥터인 휴 그랜트 순으로 닥터의 역할이 넘어가게 된다. 이후 닥터 역할을 13대 닥터로서 조애나 럼리가 넘겨받고 그 과정을 지켜보며 닥터를 괴롭히던 마스터 역의 조너선 프라이스와 함께 퇴장함으로써 극은 마무리를 맞이하게 된다. 참고로 달렉의 목소리를 맡고 있던 로이 스켈턴의 유작이기도 하며 닥터의 동행자인 엠마 역에 앵글로계 요르단인인 줄리아 스왈르하가 출연한다.

### Scream of the Shalka
《샬카의 비명》이 1989년에 종료했던 TV 시리즈 뿐만 아니라, 1996년 텔레비전 영화와 공식적으로 연속되는 것을 전제로 구성이 되었지만, 2005년까지 프로그램의 부흥이 좌절되자 닥터 역은 비공식인 상태가 되었다. 시리즈는 리처드 E. 그랜트가 아홉 번째 닥터의 목소리를 제공하며 베테랑 닥터 작가인 폴 코넬이 각본을 담당했다. 이 현상은 그랜트가 영화나 새로운 시리즈의 닥터로서 재생할 것이라는 풍문과 실제로 그가 코믹 릴리프의 스페셜 닥터로서 1999년에 「The Curse of Fatal Death」를 통해 "자부심 높은 닥터" 역으로 등장했던 전통을 따랐다. 그랜트는 이후 닥터 후의 부활된 TV 시리즈로 방영된 2012년 성탄 특집의 "The Snowmen"과 2013년의 "The Bells of St John" 그리고 "The name of The doctor" 등에 게스트 악당으로서 모습을 비췄다. 이 모험에 대한 의사의 동반자인 앨리슨 체니는 1년 후 호텔 르완다를 통해 아카데미 상에 노미네이트될 소피 오코네도가 맡게 되었다. 그녀는 또한 닥터 후의 에피소드인 "The Beast Below"와 "The Pandorica Opens"에서 미래의 대영 제국 여왕 엘리자베스 10세로 닥터의 2010년도 시리즈에 출연했다. 또한 마스터 역으로 열연한 데릭 재커비는 2007년의 에피소드인  "유토피아 "에서도 마스터로서 자신의 역할을 되풀이했다. 케어테이커 역에 임명된 데이비드 테넌트는 나중에 2005년부터 열번째 닥터로 캐스팅 되어 나타났다.

## 같이 보기
- 닥터 후의 보조 에피소드 목록